# Emile Billiet
Emile Henri Billiet, (Poeke, 27 september 1845 - Ruiselede, 27 augustus 1922) was een Belgisch senator.

## Levensloop
Billiet was gemeenteraadslid (1904) en schepen (1913) van Ruiselede.
Hij werd ook senator voor de katholieke partij, gekozen in het arrondissement van Roeselare-Tielt voor de periode 1919-1921.